# Yasen Point
Der Yasen Point (englisch; bulgarisch нос Ясен nos Jassen) ist eine felsige Landspitze an der Südküste der Livingston-Insel im Archipel der Südlichen Shetlandinseln. Sie bildet 0,87 km ostnordöstlich des Hannah Point und 7,3 km westsüdwestlich des Ereby Point die westliche Begrenzung der Einfahrt zur Mateev Cove.
Britische Wissenschaftler kartierten sie 1968, chilenische 1971, argentinische 1980 und bulgarische 2005 sowie 2009. Die bulgarische Kommission für Antarktische Geographische Namen benannte sie 2010 nach Ortschaften im Nordwesten und Norden Bulgariens.